# Salon en diner
Salon en diner (ook: Salon & diner) is een 'essay' van de Nederlandse schrijver Frédéric Bastet uit 1985.

## Geschiedenis
Bastet (1926-2008) die vooral bekend werd als biograaf van de schrijver Louis Couperus (1863-1923) heeft veel en over verschillende zaken gepubliceerd. In de onderhavige uitgave behandelt hij anekdotisch-humoristisch de flater of de gaffe, zoals hij die zelf heeft meegemaakt, of die hem ter ore zijn gekomen. Soms blijkt hij aan een diner de gastheer zelf die andermans flater inzake de minister Job de Ruiter verhaalt. Beginnen doet hij met de flater van prins Hendrik der Nederlanden die vroeg aan een disgenoot, die pastoor was, of diens vader ook pastoor was... Even later verhaalt hij over een anekdote bij het Scheveningse Kurhausterras waarin diens kleindochter Beatrix een plaats inneemt. Volgens het colofon is dit geschreven in september/oktober 1985.

### Uitgave
Uitgeverijen en andere soortgelijke bedrijven, zoals dit antiquariaat, hadden/hebben de gewoonte aan hun relaties een zogenaamd gedrukt jaarwisselingsgeschenk te sturen. In dit geval betrof het een antiquariaat (Blaeu) en een grafische studio (Henk de Bruin) die deze uitgave het licht deden zien om hun relaties het beste te wensen voor 1986. Hier betrof het bovendien een traditie die bestond onder het antiquariaat en werd voortgezet door het antiquarische veilinghuis Burgersdijk & Niermans in Leiden die tussen 1982 en 2009 dit soort geschenken uitbrachten op een zeer klein formaat van  ca. 10 bij 6,5 cm, waarvan de meeste ingenaaid, en een (klein) aantal gebonden waren. In dit geval werden 500 exemplaren ingenaaid, en veertig gebonden; de laatste werden gesigneerd op de Franse titelpagina (het colofon liet geen ruimte voor de signatuur). Op het omslag van zowel ingenaaide als gebonden editie was de titel Salon & diner. Jaarlijks besteedde ook Jessica Voeten in haar rubriek 'Van boeken en schrijvers' in NRC Handelsblad aandacht aan dit soort uitgaven, en zo noemde zij ook deze in haar bijdrage van 10 januari 1986. Het werd ook opgenomen in een lijst van Burgersdijk & Niermans-relatiegeschenken.